# موران سولنیر اچ
موران سولنیر اچ (به انگلیسی: Morane-Saulnier_H) یک هواگرد ملخ‌پیشین تک‌موتوره از نوع ورزشی ساخت شرکت Morane-Saulnier است. هواگرد موران سولنیر اچ نخستین پروازش را در ۱۹۱۳ میلادی انجام داد.